# هریسو
هریسو (به انگلیسی: Harisu) و (به کره‌ای: 하리수) با نام تولد لی کونگ ایون (Lee Kyung-eun) است (زاده ۱۷ فوریه ۱۹۷۵) خواننده، مدل لباس و هنرپیشه ترنس اهل کره جنوبی است.
او ابتدا با نام لی کونگ یوپ (Lee Kyung-yeop) متولد شد اما وی از کودکی ترنسجندر بودن خود را آشکار کرده بود و سرانجام در سال ۱۹۹۰ دست به جراحی تطبیق جنسیت زد. او اولین هنرمند ترنسجندر در کره جنوبی و همچنین تا سال ۲۰۰۲ دومین نفری بود که به صورت قانونی تطبیق جنسیت داده.
نام هنری او (Harisu) برگرفته از کلمه انگلیسی «hot issue” به معنای “موضوع داغ» است.
او اولین بار در سال ۲۰۰۱ در یک آگهی بازرگانی تلویزیونی برای لوازم آرایشی وارد رسانه‌ها شد. موفقیت این آگهی تلویزیونی باعث شهرت هریسو شد و او را به سمت دیگر هنرها مانند موسیقی و بازیگری سوق داد. او تاکنون پنج آلبوم موسیقی به زبان کره‌ای و پنج ترانه به زبان ماندارین (نوعی چینی) خوانده‌است.

## کودکی تا مراحل تغییر
هریسو با نام اولیه لی کونگ یوپ (Lee Kyung-yeop) در سئونگنام کره جنوبی متولد شد. او از همان سال‌های ابتدایی ترنسجندر بودن خود را آشکارسازی کرده بود. خودش می‌گوید: «من همیشه یک دختر بودم که دوست داشت با عروسک‌هایش بازی کند»
این مسئله توسط خانواده و مدرسه هریسو مهم قلمداد نمی‌شد و رفتار زنانه هریسو یک مسئله تکراری و عادی شده بود اما عشق بی سرانجام هریسو به یکی از همکلاسانش باعث شد به فکر تطبیق جنسیت بیفتد و خود را جدا از تمام پسران مدرسه بداند. او در تمام مدت پیش از جراحی هورمون مصرف می‌کرد تا از شر خدمت سربازی خلاصی پیدا کند.
او در سال ۱۹۹۰ به جراحی آلت تناسلی، زیبایی بینی، پروتز سینه و برخی جراحی‌های زنانه‌سازی دیگر در ژاپن و کره جنوبی دست زد.
هریسو چند سالی را در ژاپن زندگی کرد و به یادگیری آرایشگری پرداخت و در یک کلوپ خوانندگی می‌کرد. سرانجام یک دفتر استعداد یابی هریسو را کشف و از او به عنوان یک مدل لباس استفاده کرد. او در سال ۲۰۰۰ به کره بازگشت و با شرکت TTM قراردادی را امضا کرد و رسماً نام هنری هریسو (Harisu) را برای خود انتخاب کرد.

## زندگی حرفه‌ای

### شروع فعالیت
Harisu_DoDo_commercial-mahtaa اولین نقش آفرینی هریسو در سال ۱۹۹۱ و پیش از تطبیق جنسیت و در قالب یک پسر در یک مجموعه تلویزیونی بوده‌است. اما در سال ۲۰۰۱ بود که هریسو به یک چهره شناخته شده تبدیل شد.
او با بازی در یک آگهی تلویزیونی برای یک برند لوازم آرایشی به نام DoDo چهره خود را رسانه‌ای کرد. جالب این است که در این تبلیغ به نوعی به ترنسجندر بودن وی نیز اشاره شد. شرکت DoDo ابتدا با احتیاط دست به انتشار این آگهی زد و هر لحظه منتظر یک بازخورد منفی از سوی جامعه و به طبع آن متوقف کردن پخش آگهی بود اما بر خلاف انتظار این یک تیزر تبلیغاتی فوق‌العاده شد و هریسو را تبدیل به یک چهره شناخته شده کرد و باعث شد وی عنوان اولین هنرمند ترنسجندر تی در کره جنوبی را دریافت کند و در توصیف‌ها او را «زیباتر از یک زن» خطاب می‌کردند. او از همان ابتدا صادقانه گذشته خود را تعریف کرد و گفت یک ترنسجندر بوده‌است. خودش دربارهٔ این کار می‌گوید: «من دوست ندارم مردم با دروغ مواجه شوند. این امکان ندارد که بتوان این موضوع را از همه مخفی کرد پس بهتر است از همین ابتدا همه چیز واضح و مشخص باشد»
هریسو در ژوئن ۲۰۰۱ موضوع یک مستند قرار گرفت که از شبکه KBS پخش شد و به زندگی شخثی و خانوادگی هنرمندان حرفه‌ای می‌پرداخت.
بعدها او در فیلم Yellow Hair 2 ایفای نقش کرد. او همچنین برای موسیقی متن این فیلم خوانندگی کرد. او در این فیلم نقش یک ترنسجندر را بازی می‌کند که به دنبال قاتل صاحب یک فروشگاه محلی است او دلیل بازی در چنین نقشی را اینچنین می‌گوید: «من می‌خواستم کلیشه‌های ترنسجندر را بشکنم که همیشه یک ترنس را فردی ضعیف و بدون اراده نشان می‌دهد»
همچنین در سال ۲۰۰۱ وی زندگی‌نامه خود به نام «حوائی از آدم» را منتشر کرد و در گروه رقص Turbo نیز اجرایی داشت. در تابستان ۲۰۰۱ با اولین آلبوم خود به نام Temptation با تلفیقی از تکنو و تصنیف‌های آرام وارد دنیای موسیقی پاپ کره‌ای شد. او دومین آلبوم خود به نام Liar را در اکتبر ۲۰۰۲ منتشر کرد. آلبوم Liar بزرگترین موفقیت وی در دنیای موسیقی بود و ظرف یک ماه به رتبه ۲۳ رسید.

### سال‌های ۲۰۰۳ تا ۲۰۰۵

Harisu_4th-mahtaa در اکتبر ۲۰۰۳ تصمیم گرفت از کمپانی خود جدا شود. TTM سعی کرد نام هنری هریسو را برای خود نگه دارد و آن را برای یک هنرمند دیگر استفاده کند. این موضوع سر انجام به دادگاه کشیده شد ولی در سال ۲۰۰۴ دادگاه به نفع هریسو رأی داد و او توانست این نام را برای خود حفظ کند. هریسو نیز پس از جدا شدن به کمپانی G&F پیوست. او در فوریه آلبوم سوم خود به نام Foxy Lady را منتشر کرد و دربارهٔ آلبوم جدیدش گفت: «این آلبوم خود من است و من تازه توانستم هنر خودم را نمایش دهم. این همان موسیقی است که خودم همیشه می‌خواستم» اما این آلبوم نتوانست از رتبه ۵۰ بالاتر رود.
او در سال ۲۰۰۴ فعالیت حرفه‌ای خود را به بیرون از مرزهای کره برد. در تایوان در یک مجموعه تلویزیونی به نام Hi! در کنار ستاره محلی تایوان به نام پیس وو ایفای نقش کرد. او سپس در تایوان در آگهی‌های بازرگانی ایفای نقش کرد و به ازای هر تبلیغ حدود ۱۰۰ وون دریافت کرد. در انتهای سال او در یک نمایش به نام Yonfan’s Colour Blossoms در هنگ کنگ به بازی پرداخت که در آن با بازیگر کهنه‌کار ژاپنی به نام Keiko Matsuzaka همبازی بود.
او در اوایل ۲۰۰۵ مجدداً به وطن خود بازگشت و در MBC یک نقش تأثیرگذار را اجرا کرد. او در نقش یک زن ترنس ظاهر شد و که پس از سال‌ها دوری از خانه اکنون برای به دست آوردن خانواده تلاش می‌کند. در همان سال آلبوم Foxy Lady او در تایوان و چین منتشر شد. او در سپتامبر ۲۰۰۵ به مالزی رفت و با شرکت Hock Star قراردادی را امضا کرد و متعهد شد تا دو فیلم بلند و یک آلبوم موسیقی در مالزی منتشر کند.

### سال ۲۰۰۶ تاکنون

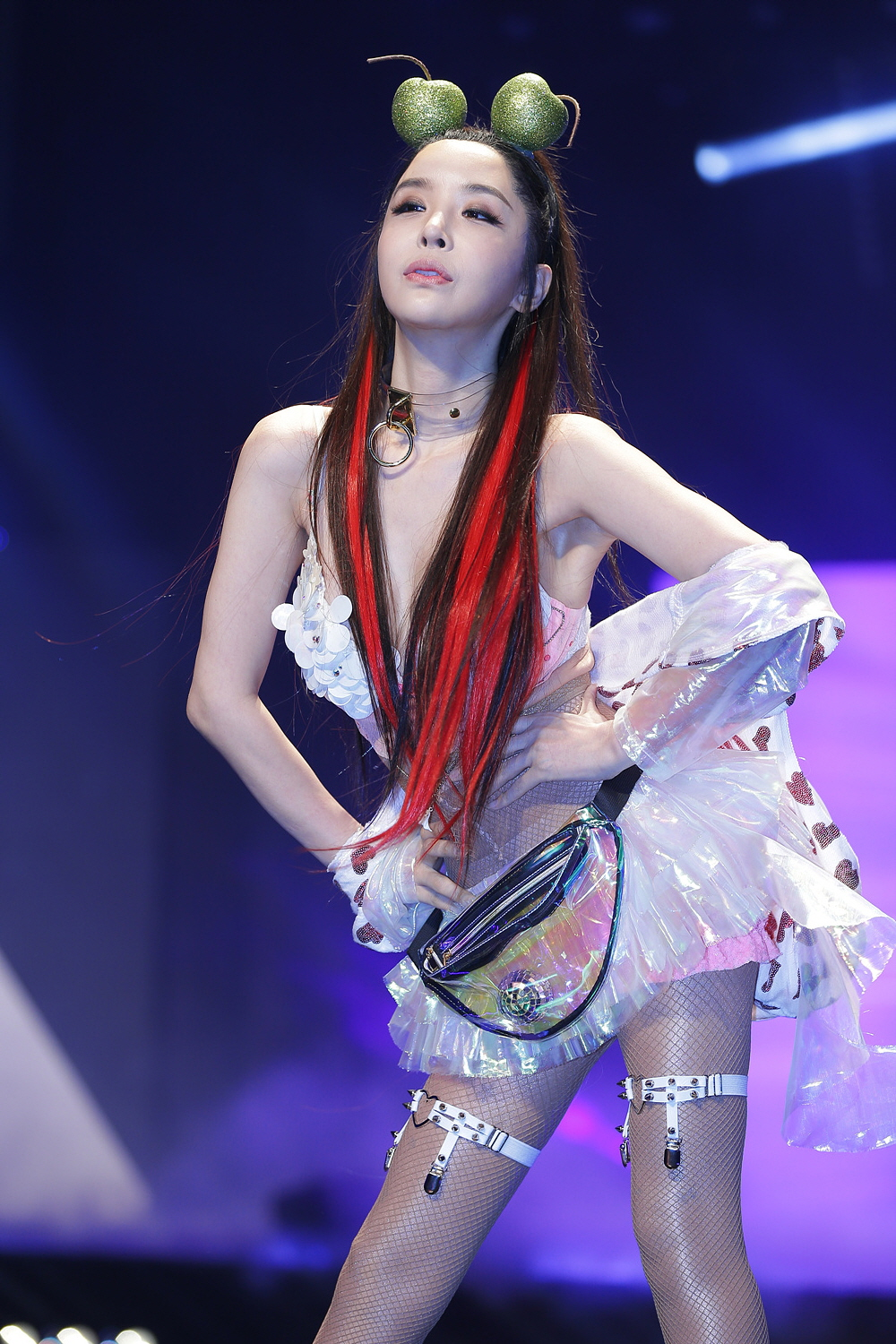
هریسو در سال ۲۰۱۸

harisu-black-mahtaaپس از یک غیبت طولانی او سرانجام در ژانویه ۲۰۰۶ به دنیای موسیقی برگشت. این آلبوم با نام Winter Story رتبه ۴۶ را در کره به دست آورد و مانند آلبوم گذشته‌اش در چین و تایوان نیز منتشر شد. آلبوم پنجم وی تنها ۶ ماه بعد راهی دنیای موسیقی شد ولی نتوانست در لیست ۵۰ اثر برتر جای بگیرد.
اولین همکاری او با کمپانی Hock Star نتیجه‌اش یک فیلم ترسناک در ۳۰ نوامبر شد که در کنار Amber Chia ایفای نقش کرد. هریسو در این فیلم نقش یک روح خواننده به نام لیسو را بازی کرد و البته آهنگ متن فیلم را نیز خودش اجرا کرد. او توسط کارگردان سخت گیر این فیلم به نام Bjarne Wong به خاطر بازی حرفه‌اش مورد تقدیر قرار گرفت و قول همکاری مجدد را به هریسو داد.
در اوایل ۲۰۰۷ هریسو به عنوان بازیگر اصلی در سریال تلویزیونی Police Line بازی کرد. موضوع این فیلم در رابطه با سوءاستفاده از زنان بود و هریسو نقش یک پلیس زن را داشت که در کودکی توسط نا پدری‌اش مورد تجاوز قرار گرفته بود.
در دسامبر ۲۰۰۷ هریسو به یک آلبوم دیجیتال به نام Winter Special را منتشر کرد که در یک تراک آن به نام First Snow به همراه همسرش همخوانی کرده‌است.
در مارس ۲۰۰۸ هریسو مجموعه‌ای از مقالات را در ژاپن با نام Haris Beauty منتشر کرد که در آن به زیبایی، رژیم‌های غذایی، مد و عکس‌هایی از هریسو که توسط Yamagishi Shin گرفته شده بود، پرداخته شده بود.
در ژوئیه ۲۰۱۲ نیز یک تک‌آهنگ به نام shopping girl منتشر کرد.
هریسو می‌گوید هنوز هم با تبعیض‌های یک ترنسجندر روبرو است. «بسیاری از مردم در ظاهر از من استقبال می‌کنند و به من لبخند می‌زنند اما در پشت سر مرا سرزنش می‌کنند»
ال‌ان‌بی

## زندگی شخصی

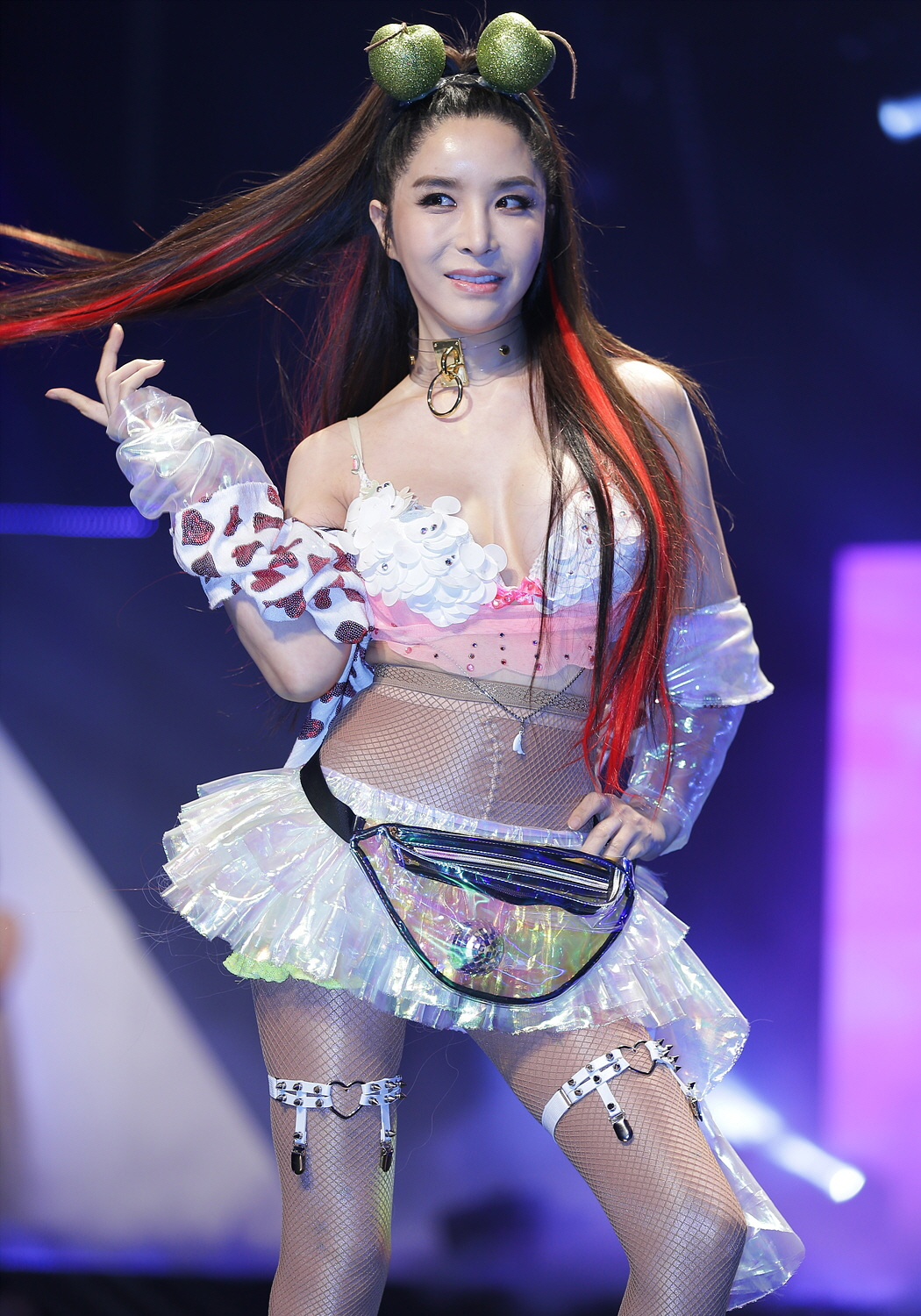
هریسو در ال‌ام‌بی‌ای استار ۲۰۱۸

جراحی تطبیق جنسیت هریسو تحت تأثیر خانواده‌اش بود. خانواده او به راحتی نتوانستند او را بپذیرند. آن‌ها خیلی ناراحت بودند اما عصبانی نبودند بلکه غمگین بودند. شاید سرسخت‌ترین مخالف او پدرش بود اما گذر زمان باعث شد خانواده‌اش نه تنها او را بپذیرند بلکه افتخاری نیز برای ایشان باشد. هریسو به خاطر فعالیت‌هایش در شناخت مسائل ترنسجندر تی به جامعه کره جنوبی اعتبار زیادی را برای خود کسب کرده‌است و در مصاحبه‌ای آرزو کرده تا بتواند الگوی خوبی برای سایر ترنس‌ها باشد.
او در سال ۲۰۰۷ به یک زن ترنس کمک مالی کرد تا بتواند از پس مخارج عمل خود بر بیاید.
هریسو در نوامبر ۲۰۰۲ دادخواستی را به دادگاه ارائه داد مبنی بر اینکه نام وی در مدارک شناسائی‌اش را به یک اسم زنانه تبدیل کند. سر انجام در ۱۳ نوامبر وی توانست رأی دادگاه را به نفع خود بگیرد و تبدیل به دومین فرد در کره جنوبی شود که توانسته به صورت قانونی جنسیت خود را تغییر دهد.
هریسو می‌گوید: «زمانی که مجبور بودم مدارک شناسایی خود را نشان دهم واقعاً خجالت‌آور بود. من نه ویزا داشتم نه حساب بانکی چون من از لحاظ قانونی مرد بودم»

### ازدواج
هریسو از سال ۲۰۰۱ تمایل خود به ازدواج را ابراز کرد و سر انجام در سال ۲۰۰۵ با یک خواننده رپ به نام Micky Jung وارد رابطه احساسی شد. او عضو یک گروه رقص به نام EQ بود و بعدها در آلبوم چهارم و پنجم هریسو با وی همکاری کرد. پس از یک جدایی کوتاه سرانجام این زوج در ۱۹ می ۲۰۰۷ در سئول با هم ازدواج کردند. ماه عسل این زوج نیز در یکی از جزایر تایلند برگزار شد و در خانه پدری هریسو زندگی مشترک خود را آغاز کردند.